# 唐津 (小惑星)
唐津（からつ、29514 Karatsu）は小惑星帯の小惑星である。佐藤直人が1997年に秩父市で発見した。
唐津市が広報紙やホームページで命名を呼びかけ、主に市内の子どもたちの応募の中から選んだ。
唐津は、佐賀県の北西に位置する市の名称である。1932年（昭和7年）に佐賀市に次ぎ2番目に市制施行され、
佐賀市に次ぐ人口を有する佐賀県第二の都市である。
市の名である「唐津」という地名は、地理的に大陸と近く、古くから大陸と交流が
あったことから、唐に渡る津(港)ということに由来する。
中国の歴史書「魏志倭人伝」にも邪馬台国へ至る国のひとつとして、末廬国(まつろこく)という名で登場する。
唐津藩の城下町であった唐津市は、玄界灘に面し、雄大な山々もあり、広大な面積の中に、
唐津城や唐津神社の秋季例大祭である唐津くんち、特別名勝の虹の松原、鏡山、呼子、
波戸岬など、多数の観光資源を有しており、玄海国定公園の一部を成している。
呼子朝市や呼子のいか、唐津焼の産地としても有名であり、歴史ロマンを感じる街でもある。
一時期には、石炭の積み出し港としても栄えていた。
2005年、2006年に1市8町で合併し、現在の唐津市となった。